# De si jolis chevaux
De si jolis chevaux (titre original : All the Pretty Horses) est un roman de Cormac McCarthy publié en 1992 aux États-Unis par Alfred A. Knopf et ayant reçu le National Book Award ainsi que National Book Critics Circle Award la même année. En français, le roman est publié le 1er avril 1993 par Actes sud. Ce roman est le premier tome d'une trilogie informelle nommée la Trilogie des confins (« The Border Trilogy » dans le monde anglophone), qui comprend également Le Grand Passage (The Crossing) et Des villes dans la plaine (Cities of the Plain).

## Résumé

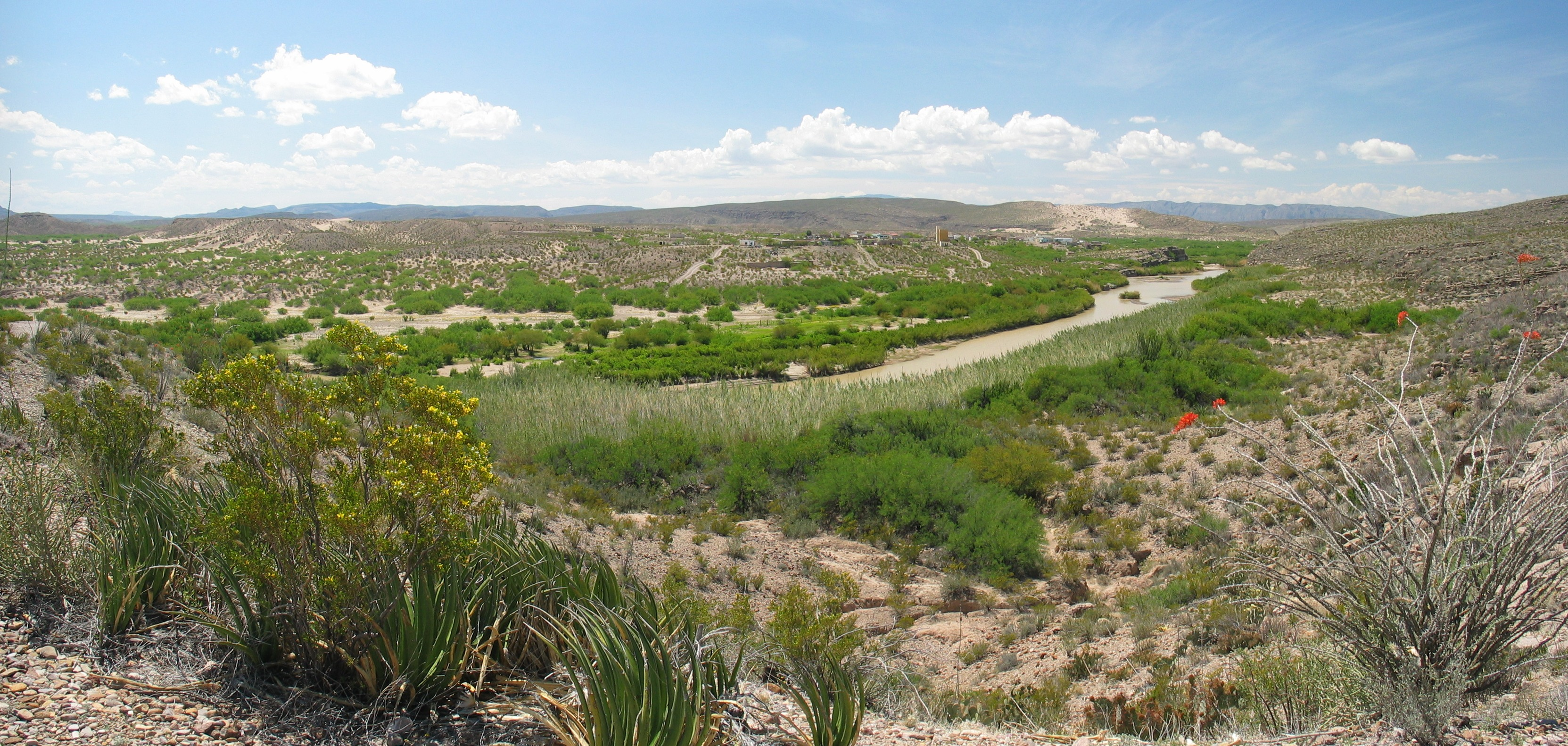
Le Rio Bravo qui marque la frontière entre le Texas et le Mexique.

En 1949, alors que les cow-boys n'ont plus d'avenir, John Grady Cole et Lacey Rawlins, deux jeunes amis d'une vingtaine d'années, quittent à cheval leur ville natale de San Angelo au Texas en espérant commencer une nouvelle vie au Mexique. Ils passent la frontière et rencontrent en chemin Jimmy Blevins, un très jeune garçon de treize ans, qui prétend être plus âgé et se joint à eux dans leur voyage vers le Sud. Ce dernier possède un magnifique cheval et un revolver. Une nuit de violent orage, Blevins — qui a une peur panique des orages et de la foudre croyant à un jugement divin et à un mauvais sort qui frappe presque tous les membres de sa famille et les tuent — se dépossède de toutes ses affaires, en particulier métalliques, et se réfugie sous des rochers. Il perd tous ses biens dans la crue d'un cours d'eau généralement à sec, et particulièrement son cheval et son arme. John Grady et Rawlins décident d'aider Blevins à retrouver son cheval en allant dans la ville la plus proche. Grâce à un coup de force, ils le récupèrent mais se font pister par les Mexicains. Le groupe se sépare, les poursuivants s'attachant à Blevins.
John Grady et Rawlins arrivent dans un luxueux ranch où l'on élève des chevaux et tentent de se faire engager comme cow-boys. Pour cela, John Grady, aidé de Rawlins, tente et réussit à débourrer seize chevaux en quatre jours, ce qui impressionne le patron, un riche éleveur mexicain de souche espagnole, qui leur propose un emploi. Les deux jeunes garçons sont heureux de vivre au milieu des chevaux, jusqu'au jour où John Grady aperçoit la fille du propriétaire, Alejandra, dont il tombe amoureux. Il réussit à la séduire et tous deux vivent une intense histoire d'amour cachée, séparés qu'ils sont par leur classe sociale, leur culture et le poids de la famille bourgeoise mexicaine.
Pendant ce temps, Blevins décide de retrouver son colt et se fait arrêter par la police après qu'il a abattu un homme pour le récupérer. Torturé par les forces de l'ordre, il avoue le nom de ses compagnons. La police mexicaine retrouve leur trace dans le ranch où ils travaillent, les arrête, et les envoie tous les trois dans un pénitencier au sud du pays. Durant le transfert, Blevins est exécuté sauvagement sans sommations, dans un bois, par le capitaine de police sans que John Grady ou Rawlins ne puissent intervenir. Incarcérés, ils subissent violemment la loi du plus fort des prisons mexicaines, ne cessant de devoir se battre pour sauver leur peau. Blessés, humiliés, torturés par les autres prisonniers et les geôliers, John Grady et Rawlins se trouvent séparés. John Grady, pour sauver sa vie lors d'un repas à la cantine, poignarde au cœur un prisonnier mandaté pour le tuer. Grièvement blessé dans l'affrontement, il passe plusieurs jours à l'hôpital de la prison avant d'être libéré subitement avec Rawlins sans en comprendre immédiatement la raison, tout en la suspectant. Elle est due à une intervention de la famille d'Alejandra.
John Grady décide de s'en assurer, suspectant un arrangement terrible entre Alejandra et sa famille qui souhaite briser les liens entre les deux jeunes amants. Tandis que Rawlins rentre chez lui aux États-Unis. John Grady retourne au ranch où il se trouve en tête à tête avec la vieille tante d'Alejandra qui lui confirme le marché conclu, et la promesse donnée par son amante qui lui a sauvé la vie en contrepartie de leur rupture. Une jeune fille mexicaine de bonne famille n'a que sa vertu et son honneur pour tout bien. Son futur, son rang et son nom ne peuvent se compromettre avec un cow-boy américain. John Grady, avec l'accord de la tante, mais en secret du père, décide de revoir Alejandra qui est à Mexico. Ils se donnent rendez-vous dans une ville intermédiaire, lui dans l'espoir de la convaincre de le suivre, elle pour lui faire ses adieux éplorés et passionnés car elle se doit de tenir sa promesse. La séparation définitive a lieu.
Sur le chemin de retour vers les États-Unis, John Grady retourne dans la ville où travaille le capitaine mexicain qui avait dirigé son arrestation et l'exécution de Blevins. Arme au poing, il le kidnappe et récupère trois chevaux (le sien, celui de son ami Rawlins et celui de Blevins), mais est blessé à la cuisse dans un échange de tirs. Il s'enfuit vers le nord en prenant en otage le capitaine, lui aussi touché. Des troupes de police se lancent à leur poursuite et une longue et douloureuse fuite s'engage. Un groupe de Mexicains inconnus les rattrapent et à la stupéfaction de John Grady se contente d'emmener le capitaine, le laissant seul. Il continue son voyage de retour vers le nord avec ses trois chevaux. Il rend son cheval à Rawlins, cherche en vain la famille de Blevins qui semble ne jamais avoir existé.

## Adaptation
Le roman a été adapté par Billy Bob Thornton dans le film De si jolis chevaux est sorti en 2000 aux États-Unis, et en 2001 en France.

## Éditions
- (en) All the Pretty Horses Alfred A. Knopf, 1992  (ISBN 0-394-57474-5).
- De si jolis chevaux, Actes sud, 1993  (ISBN 2-7427-0050-1).
- De si jolis chevaux, éditions du Seuil, coll. « Points », 1998, 337 p.,  (ISBN 2020309610).